# Tychy
Tychy (prononciation : ['tɨxɨ] ; en allemand : Tichau) est une ville de Pologne, en voïvodie de Silésie. L'un des points d'ancrage de la route européenne du patrimoine industriel, elle est un pôle important de production d'automobiles (du constructeur Fiat notamment) et de la bière (Tyskie).

## Localisation
Tychy est située dans la région historique de Haute-Silésie, à environ 20 km au sud de Katowice. La ville a des frontières avec Katowice au nord, Mikołów à l'ouest, Bieruń à l'est et Kobiór au sud.
La ville se situe près de la voie rapide S1, partie des routes européennes 75 et 462.

## Histoire
Les premières informations concernant Tichi remontent à 1467.

## Culture

### Musées et galeries d'art

Musée Miniature De l'art Professionnel Henri Jan Dominiak à Tychy (Pologne).
8/66 rue Żwakowska à Tychy,.

- Musée Miniature De l'art Professionnel Henri Jan Dominiak à Tychy[3],[4],[5].

## Transports
- Gare ferroviaire des PKP, desservie par les trains PKP Intercity ;
- Réseau de trolleybus créé en 1982.

## Éducation
- Wyższa Szkoła Zarządzania i Nauk Społecznych
- Filia Politechniki Śląskiej
- I LO im. Leona Kruczkowskiego
- II LO im. Cypriana Kamila Norwida
- III LO im. Stanisława Wyspiańskiego
- IV LO im. Gustawa Morcinka (Zespół Szkół nr 1)
- VI LO (Zespół Szkół nr 4)
- V LO (Zespół Szkół Ekonomicznych)

## Économie
Le groupe Stellantis, possède une usine de production depuis 1975.
Il y produit la Fiat 500 (depuis 2007) et la Lancia Ypsilon (depuis 2011).

## Travailler à Tychy
Selon le registre national des entreprises (REGON) (en septembre 2020), 14 053 entités économiques nationales opèrent à Tychy, dont :
- 5 grandes entités (employant 1 000 personnes ou plus),

- 18 grandes entités (employant 250 à 999 salariés),

- 89 entités moyennes (50 à 249 emplois),

- 488 petites entités (10 à 49 salariés),

- 13 453 micro-entités (0 à 9 salariés).

Les entités économiques de Tychy ont le plus souvent sélectionné les sections PKD suivantes :
- commerce et réparation de véhicules – 22,7 % de l’ensemble des entités,

- activités professionnelles, scientifiques et techniques – 12,6 %,

- construction – 10,9 %,

- transformation industrielle – 7,8 %,

- transport et entreposage – 6,6 %,

- soins médicaux et assistance sociale – 6,6 %.

À Tychy, de nombreuses offres d'emploi concernent des secteurs industriels, notamment l'automobile et l'agroalimentaire. Cependant, le marché du travail de Tychy est globalement très diversifié. Les résultats du Baromètre des professions reflètent les opportunités d'emploi pour des spécialistes de divers secteurs et de différents niveaux de formation. En 2020, les secteurs les plus recherchés à Tychy concernaient :
- conducteurs de camions,

- maçons et plâtriers,

- ouvriers du bâtiment.

Des pénuries de personnel ont été signalées dans les secteurs de la construction, des transports, de la restauration, de la santé, de l'éducation et de l'hôtellerie, entre autres.
En revanche, les personnes suivantes rencontreront des difficultés immédiates pour trouver du travail à Tychy :
- responsables d'établissements, portiers, concierges et gardiens,

- employés administratifs et de bureau.

Le taux de chômage dans la ville est très faible, comparé à celui de la voïvodie et de la Pologne dans son ensemble.
Taux de chômage en septembre 2020 (Office central des statistiques) :
- Tychy – 3 %,

- Voïvodie de Silésie – 4,8 %,

- Pologne – 6,1 %.

## Personnes célèbres
Personnalités nées ou ayant vécu à Tychy :
- August Kiß (1802-1865), sculpteur, né au quartier de Paprocany ;
- Krzysztof Oliwa - Joueur de Hockey
- Arkadiusz Milik - Footballeur
- Ryszard Riedel - Chanteur
- Mariusz Czerkawski - Joueur de Hockey
- Henryk Gruth - Joueur de Hockey
- Radosław Gilewicz - Footballeur
- Bartosz Karwan - Footballeur
- Krzysztof Wielicki - Alpiniste
- Witold Banka - Athlète international en 400 mètres et en relais 4 fois 400 mètres.
- Szymon Żurkowski - Footballeur

## Jumelages
- Cassino (Italie) depuis 1977
- Berlin-Marzahn/Hellersdorf (Allemagne) depuis 1992
- Huddinge (Suède) depuis 2002
- Oberhausen (Allemagne) depuis 2020